# 唐渊渟
唐渊渟（1994年8月2日—），广西南宁人，中国前女子羽毛球运动员。以主力身分幫助中國隊在2015年蘇迪曼盃及2016年尤伯盃奪冠，里約奧運後因為身心俱疲而淡出羽壇，最終於2017年9月正式宣布退役。2017年7月畢業於中國地質大學，後前往悉尼大學攻讀教育學碩士。

## 職業生涯

### 早年
唐渊渟兒時身体不好，家人便送她到业余体校学习羽毛球；沒想到後來打球的成績越來越好，更一路顺利进入广西队，主要侧重单打。與此同時，唐渊渟的學業成绩不錯，在小学升初中的统一考试中還以优异成绩被南宁的重点初中录取，但她最终仍选择繼續打羽毛球。
2011年，唐渊渟獲派參加全国青年羽毛球锦标赛，可是主项单打卻表现不好，反倒是副项双打达到了中国国家青年队的标准，她就这样以双打球員身分进入了国家青年集训队。

### 嶄露頭角
至2013年初，教练安排唐渊渟與区冬妮尝试配对，並出國参加澳大利亚和新西兰两站公开赛。唐渊渟身高臂长，后场力量足、控制面大，而区冬妮則前半场的速度快，雖然二人之前从未合作过，但特点上的互补卻使她們一拍即合。4月份，唐渊渟初次踏足国际赛場，與区冬妮搭檔出戰澳洲黃金大獎賽，但首輪就以0比2（22-24、17-21）不敵印尼的阿普萨西·普特里·勒杰萨·瓦里拉/维塔·玛丽莎出局。經過一周的总结後，她們再戰紐西蘭大獎賽，並一舉打進女雙決賽，最後還以2比1（21-15、11-21、21-19）擊敗賽事頭號種子、馬來西亞組合許嘉雯/溫可微，首次贏得国际比赛冠军。
從2014年開始，唐渊渟曾經先後與多人搭配並取得佳績。3月，她與馬晉首次合作時就獲得全英羽毛球公開賽亞軍，又在4月改與于洋搭配贏得印度羽毛球公開賽。2015年3月，唐渊渟與新搭檔包宜鑫再次闖入全英羽毛球公開賽決賽，最後以直落二（21-14、21-14）擊敗隊友王曉理/于洋奪冠。
唐渊渟在2015年5月出戰2015年蘇迪曼盃期間每場比賽都有被教練安排出賽，並在最後助中國隊獲得冠軍。賽後，國家隊總教練李永波因其出色的表現表示「她是一位很全面的运动员，既有进攻，又有防守，跑动面积也很大，能和任何打法的运动员配合。」，于洋亦表態希望國家隊安排唐渊渟成為長期搭檔。之後，國家隊曾經安排唐渊渟與馬晉成為固定組合，但成績卻不甚理想，最終在2015年11月改與于洋搭檔爭取2016年里約奧運會的參賽資格。

### 征戰里約奧運
唐渊渟與于洋開始搭檔時，里約奧運會參賽資格積分週期已經進行超過一半的時間，為了確保參賽資格，她們必須在剩下五個月的時間內將排名上升到世界前八。積分賽結束後，唐渊渟/于洋以女雙世界排名第三獲得里約奧運女子雙打項目的參賽資格，並以賽會第三種子出戰。
在2016年8月舉辦的里約奧運羽毛球女子雙打項目中，唐渊渟/于洋在預賽中僅負於韓國的張藝娜/李紹希，最終以小組第二的成績晉級淘汰賽，並在淘汰賽第一輪以直落二（21-11、21-14）戰勝印尼的尼蒂婭·克里欣達·馬赫斯瓦里/格雷西婭·波利，惜於準決賽遭遇丹麥組合克里斯汀娜·彼德森/卡米拉·呂特·尤爾時，以1比2（16-21、21-14、19-21）落敗而無緣決賽，同時也中斷中國在奧運羽毛球女雙項目的五連霸紀錄。在進行銅牌爭奪戰時，唐渊渟與于洋之間的配合出現問題，于洋甚至在技術暫停時當著教練做出摔毛巾的舉動，最終兩人以8-21、17-21敗於韓國的鄭景銀/申昇瓚。

### 宣告退役
唐渊渟在里约奥运会后因为身体問題，暂时离队回家休养，並且退出原先報名的日本羽毛球超級賽。2016年9月19日，世界羽聯收到來自中國羽毛球協會關於唐渊渟的退役申請，事後據李永波解釋，唐渊渟从去年下半年开始，为抢夺奥运积分而连续参赛，消耗巨大，身体接连出现状况，甚至在奥运期间一直发低烧，比赛中有时還会出现气短、心脏不适等状况。奥运会后，教练认为她最重要還是把身体先调养好，並不适合继续参加国际比赛，待休养一段时间后，再考虑是否重返赛场。
2017年7月，唐渊渟從中國地質大學畢業，緊接著在8月參加於天津舉辦的全運會羽毛球比賽，最終助廣西隊獲得女子團體第四名，賽會舉辦期間她曾經表示“会在打完全运会后跟队里申请退役”。9月20日，唐渊渟在社交網路正式宣布退役，並表明自己已無法再保持高質量訓練，未來將會出國深造，學習羽毛球之外的事物。此後前往悉尼大學攻讀教育學碩士。10月，唐渊渟成為澳洲國家羽毛球中心的教練員，並於2018年2月代表學校俱樂部在墨爾本舉辦的澳洲全國羽毛球錦標賽出賽，最終在混雙比賽中止步第二輪。

## 特殊成就
唐渊渟在2015年時被中國國家隊推薦參選世界羽聯運動員委員會，由於該委員會有保障一個女性名額，身為唯一參選的女候選人的唐渊渟因此直接當選。世界羽聯在當時形容「她也許還不为人所熟知，但她會在世界羽聯運動員委員會帶來新的聲音」。唐渊渟在2016年向世界羽聯提出退役申請後，也向世界羽聯運動員委員會提交辭呈。

## 主要比賽成績
只列出曾進入準決賽的國際賽事成績：
| 年份   | 賽事                     | 公開賽級別 | 項目     | 拍檔   | 成績   |
| ------ | ------------------------ | ---------- | -------- | ------ | ------ |
| 2013年 | 紐西蘭羽毛球大獎賽       | 大獎賽     | 女子雙打 | 区冬妮 | 冠軍   |
| 2013年 | 中國羽毛球大師賽         | 超級賽     | 女子雙打 | 区冬妮 | 準決賽 |
| 2013年 | 東亞運動會羽毛球比賽     | 其他       | 女子團體 | －     | 金牌   |
| 2013年 | 東亞運動會羽毛球比賽     | 其他       | 女子雙打 | 区冬妮 | 金牌   |
| 2013年 | 香港羽毛球超級賽         | 超級賽     | 女子雙打 | 区冬妮 | 亞軍   |
| 2014年 | 全英羽毛球首要超級賽     | 首要超級賽 | 女子雙打 | 马晋   | 亞軍   |
| 2014年 | 印度羽毛球超級賽         | 超級賽     | 女子雙打 | 于洋   | 冠軍   |
| 2014年 | 中華台北羽毛球黃金大獎賽 | 黃金大獎賽 | 女子雙打 | 黄雅琼 | 準決賽 |
| 2014年 | 丹麥羽毛球首要超級賽     | 首要超級賽 | 女子雙打 | 马晋   | 準決賽 |
| 2014年 | 法國羽毛球超級賽         | 超級賽     | 女子雙打 | 马晋   | 亞軍   |
| 2014年 | 碧特博格羽毛球黃金大獎賽 | 黃金大獎賽 | 女子雙打 | 黄雅琼 | 準決賽 |
| 2015年 | 全英羽毛球首要超級賽     | 首要超級賽 | 女子雙打 | 包宜鑫 | 冠軍   |
| 2015年 | 瑞士羽毛球黃金大獎賽     | 黃金大獎賽 | 女子雙打 | 包宜鑫 | 冠軍   |
| 2015年 | 中國羽毛球大師賽         | 黃金大獎賽 | 女子雙打 | 包宜鑫 | 亞軍   |
| 2015年 | 中國羽毛球大師賽         | 黃金大獎賽 | 混合雙打 | 王懿律 | 準決賽 |
| 2015年 | 亞洲羽毛球錦標賽         | 其他       | 女子雙打 | 马晋   | 金牌   |
| 2015年 | 蘇迪曼盃                 | 其他       | 混合團體 | －     | 金牌   |
| 2015年 | 澳洲羽毛球超級賽         | 超級賽     | 女子雙打 | 马晋   | 冠軍   |
| 2015年 | 印尼羽毛球首要超級賽     | 首要超級賽 | 女子雙打 | 马晋   | 準決賽 |
| 2015年 | 丹麥羽毛球首要超級賽     | 首要超級賽 | 女子雙打 | 马晋   | 準決賽 |
| 2015年 | 碧特博格羽毛球黃金大獎賽 | 黃金大獎賽 | 女子雙打 | 于洋   | 冠軍   |
| 2015年 | 中國羽毛球首要超級賽     | 首要超級賽 | 女子雙打 | 于洋   | 冠軍   |
| 2015年 | 香港羽毛球超級賽         | 超級賽     | 女子雙打 | 于洋   | 亞軍   |
| 2015年 | 印尼羽毛球大師賽         | 黃金大獎賽 | 女子雙打 | 于洋   | 冠軍   |
| 2016年 | 馬來西亞羽毛球大師賽     | 黃金大獎賽 | 女子雙打 | 于洋   | 亞軍   |
| 2016年 | 泰國羽毛球大師賽         | 黃金大獎賽 | 女子雙打 | 于洋   | 亞軍   |
| 2016年 | 亞洲羽毛球團體錦標賽     | 其他       | 女子團體 | －     | 金牌   |
| 2016年 | 全英羽毛球首要超級賽     | 首要超級賽 | 女子雙打 | 于洋   | 亞軍   |
| 2016年 | 馬來西亞羽毛球首要超級賽 | 首要超級賽 | 女子雙打 | 于洋   | 冠軍   |
| 2016年 | 優霸盃                   | 其他       | 女子團體 | －     | 金牌   |
| 2016年 | 印尼羽毛球首要超級賽     | 首要超級賽 | 女子雙打 | 于洋   | 亞軍   |
| 2016年 | 澳洲羽毛球超級賽         | 超級賽     | 女子雙打 | 于洋   | 準決賽 |
| 2016年 | 奧林匹克運動會羽毛球比賽 | 其他       | 女子雙打 | 于洋   | 第四名 |

| 2007-2017年 | 首要超級賽 | 超級賽 | 黃金大獎賽 | 大獎賽 | 國際挑戰賽 | 國際系列賽 | 未來系列賽 | 其他 |

| 2018-2026年 | 總決賽 | 超級1000賽 | 超級750賽 | 超級500賽 | 超級300賽 | 超級100賽 | 國際挑戰賽 | 國際系列賽 | 未來系列賽 | 其他 |

### 世界冠軍頭銜
唐渊渟在羽毛球生涯中共奪得 2 項羽毛球世界冠軍頭銜。
| 賽事     | 奪冠次數 | 年份               |
| -------- | -------- | ------------------ |
| 蘇迪曼杯 | 1        | 2015年（混合團體） |
| 尤伯杯   | 1        | 2016年（女子團體） |
| 總計     | 2        |                    |

### 奧運會和世錦賽參賽紀錄
|          | 搭檔 | 2015 | 2016   |
| -------- | ---- | ---- | ------ |
| 女子雙打 | 马晋 | 16強 | －     |
| 女子雙打 | 于洋 | －   | 第四名 |

## 主要對賽紀錄
唐淵渟與不同搭檔的主要對手的對賽成績如下（只列出對賽五次或以上對手，截至2018年2月16日）：
女雙 - 于洋
| 對手                         | 對賽次數 | 對賽結果 | 對賽結果 | 總計 |
| 對手                         | 對賽次數 | 勝       | 負       | 總計 |
| ---------------------------- | -------- | -------- | -------- | ---- |
| N·K·馬赫斯瓦里 格雷西婭·波利 | 8        | 6        | 2        | +4   |
| 許嘉雯 溫可微                | 5        | 5        | 0        | +5   |
| 松友美佐紀 高橋禮華          | 5        | 2        | 3        | -1   |
| 其他選手                     | 49       | 44       | 5        | +39  |
| 總計                         | 67       | 57       | 10       | +47  |

## 外部連結
- 唐淵渟的新浪微博